# Richard Smith (acteur)
Pour les articles homonymes, voir Richard Smith et Smith.
Richard Smith (1886–1937) est un acteur, réalisateur et scénariste du cinéma américain muet, né en 1886 et mort le 7 février 1937 d'une pneumonie.
Il est connu pour être le partenaire d'Oliver Hardy à la fin des années 1920 et le réalisateur d'une cinquantaine de comédies burlesques pour la Universal Pictures entre 1924 et 1927 et à ce titre un des réalisateurs marquants du genre à la fin de l'ère du cinema muet.

## Biographie
Richard Smith commence sa carrière artistique sur les planches en tant qu'acteur de vaudeville. C'est là qu'il rencontre en 1910 sa future femme Alice Howell, qui devient sa partenaire dans la vie comme sur la scène et durant trois ans forment un duo comique appelé "Howell and Howell",.

### Les débuts au cinéma
Alice Howell précède son mari dans le cinéma et tourne à la Keystone Film Company dans laquelle Richard Smith débute brièvement en 1914.
Il y rencontre surtout Henry Lehrman qui après sa rupture avec Mack Sennett, créé sa propre société de production, la L-KO Kompany. Le couple le rejoint et ils trouvent leur place d'acteurs dans cette entreprise balbutiante aux moyens limités. Ils jouent aux côtés de Hank Mann, Mack Swain ou Peggy Pearce.
En 1917, Richard Smith a pour la première fois l'occasion de passer derrière la caméra et il dirige sous le nom de Dick Smith, ses premières comédies avec Eva Novak et Robert McKenzie.
C'est aussi à la L-KO qu'il rencontre Oliver Hardy qui est son partenaire dans les comédies de Noel M. Smith qu'il continue d'interpréter comme acteur.
Début 1919, frappé par la grippe espagnole et connaissant des difficultés, les studios de la L-KO Kompany ferment leurs portes et ne rouvrent pas.

### La consécration
Richard Smith et Oliver Hardy rejoignent la Vitagraph Company of America où ils poursuivent sous la direction de Noel M. Smith, la série de comédies débutées à la L-KO.
Après quelques tentatives pour diriger dans de petites sociétés de production comme la Reelcraft Pictures ses propres comédies dans lesquelles tourne son épouse, Richard Smith et Alice Howell s'éloignent des caméras. En 1921, il a pourtant fait touner dans l'une d'entre elles, les Marx Brothers, ''Humor Risk'', qui est leur premier film, aujourd'hui disparu et qui a connu à l'époque une diffusion restreinte.
En 1923 il est engagé par la Universal Pictures comme scénariste pour des comédies tournées par William Watson et interprétées par Bert Roach et Neely Edwards. Alice Howwel est parfois leur partenaire et ce n'est que l'année suivante, en 1924, que Richard Smith réalise à nouveau des comédies lorsque William Watson quitte Universal pour Century Film.
Ce sera l'apogée de sa carrière et il tourne en trois ans plus de cinquante courts métrages de comédie dont il signe souvent le scénario. La plupart mettent en scène Charles Puffy et Neely Edwards (et plus tard Slim Summerville) qui sont à l'époque les "locomotives" de l'Universal en matière de comédies burlesques.
Fin 1927, il met un terme à sa carrière.
Richard Smith meurt à l'âge de cinquante ans d'une pneumonie le 7 février 1937.

## Filmographie

### En tant qu'acteur

#### The Keystone Film Company
Crédité comme Dick Smith
- 1914 : The Noise of Bombs de Mack Sennett (CM) :
- 1914 : Gussle, the Golfer de Dell Henderson (CM) : Card Player

#### L-KO Kompany
Crédité comme Dick Smith
- 1915 : Easy Money (CM) :
- 1915 : Too Many Bachelors (CM) : One of Peggy's Suitors
- 1915 : Under the Table de John G. Blystone (CM) :
- 1915 : A Stool Pigeon's Revenge de John G. Blystone (CM) :
- 1915 : Scandal in the Family de Henry Lehrman (CM) :
- 1915 : A Bathhouse Tragedy de Edwin Frazee et Henry Lehrman (CM) :
- 1915 : Poor But Dishonest (CM) :
- 1915 : Disguised But Discovered (CM) :
- 1915 : From Beanery to Billions (CM) :
- 1916 : Flirtation a la Carte (CM) :
- 1916 : Saving Susie from the Sea (CM) :
- 1916 : Her Naughty Eyes (CM) :
- 1916 : Dad's Dollars and Dirty Doings (CM) :
- 1916 : The Double's Troubles de John G. Blystone (CM) :
- 1916 : The Bankruptcy of Boggs and Schultz (CM) :
- 1916 : The Great Smash de John G. Blystone (CM) :
- 1916 : How Stars Are Made de John G. Blystone (CM) :
- 1916 : A Rural Romance (CM) :
- 1916 : Shooting His 'Art Out de David Kirkland (CM) :
- 1917 : Fatty's Feature Fillum de Fatty Voss (CM) : Desmond (comme Richard Smith)
- 1918 : Ambrose and His Widow de Walter S. Fredericks (CM) :
- 1918 : Scars and Bars de Noel M. Smith (CM) :
- 1919 : A Rag Time Romance de Noel M. Smith (CM) :
- 1919 : Jazz and Jailbirds (en) de J.A. Howe (CM) : Thief
- 1919 : Cymbelles and Boneheads de Noel M. Smith (CM) :
- 1919 : Let Fido Do It (CM) : de Noel M. Smith

#### Vitagraph Company of America
Crédité comme Dick Smith
- 1919 : Tootsies and Tamales (en) de Noel M. Smith (CM) :
- 1919 : Healthy and Happy (en) de Noel M. Smith (CM) :
- 1919 : Flips and Flops (en) de Gilbert Pratt (CM) :
- 1919 : Yaps and Yokels (en) de Noel M. Smith (CM) : The Father
- 1919 : Mates and Models (en) de Noel M. Smith (CM) : A Rival Artist
- 1919 : Squabs and Squabbles (en) de Noel M. Smith (CM) :
- 1919 : Bungs and Bunglers (en) de Noel M. Smith (CM) :
- 1919 : Switches and Sweeties (en) de Noel M. Smith (CM) :
- 1920 : Dames and Dentists (en) de Noel M. Smith

#### Divers
Crédité comme Dick Smith
- 1920 : Distilled Love de Vin Moore et Richard Smith (CM) : The Color Blind Artist - Reelcraft Pictures
- 1920 : Cinderella Cinders de Frederick J. Ireland (CM) : The Butler - Reelcraft Pictures
- 1920 : Lunatics in Politics de Richard Smith (CM) : - Reelcraft Pictures
- 1923 : Taking Orders de Alfred J. Goulding (CM) : - Century Film
- 1923 : Little Miss Hollywood de Al Herman (CM) : - Century Film
- 1926 : Find the Woman de ? : George Stevenson - H.B. Parkinson
- 1927 : Baby Brother (en) de Robert A. McGowan et Charles Oelze (CM) : - Hal Roach Studios (comme Richard Smith)

### En tant que réalisateur

#### L-KO Kompany
Crédité comme Dick Smith
- 1917 : That Dawgone Dog (CM)
- 1917 : Little Bo-Peep (CM)
- 1917: Hearts and Flour (CM)
- 1917: The Sign of the Cucumber (CM)
- 1917: Street Cars and Carbuncles (CM)
- 1917: Vamping Reuben's Millions (CM)
- 1917: Double Dukes (CM)
- 1918 : Ash-Can Alley (CM)

#### Divers
Crédité comme Dick Smith
- 1920 : Distilled Love (CM) coréalisé avec Vin Moore -Reelcraft Pictures
- 1920 : Lunatics in Politics (CM) - Reelcraft Pictures
- 1920: Squirrel Time (CM) - Reelcraft Pictures
- 1921 : Humor Risk (CM) - Caravel Comedy Company

#### Universal Pictures
Crédité comme Richard Smith
- 1924 : Mind Your Doctor (CM)
- 1924 : Green Tees (CM)
- 1924 : Horse Play (CM)
- 1924 : Under a Spell (CM)
- 1925 : The Lost Cord (CM) (aussi scénariste)
- 1925 : Papa's Pet (CM) (comme Dick Smith)
- 1925 : Black Gold Bricks (CM)
- 1925 : Tenting Out (CM) (comme Dick Smith)
- 1925 : Sleeping Sickness (CM) (comme Dick Smith)
- 1925 : A Nice Pickle (CM) (comme Dick Smith aussi scénariste)
- 1925 : City Bound (CM)
- 1925 : Unwelcome (CM)
- 1925 : The Milky Way (CM) (aussi scénariste)
- 1925 : Speak Easy (CM) (aussi scénariste)
- 1925 : The Cat's Whiskers (CM) (aussi scénariste)
- 1925 : Muddled Up (CM) (aussi scénariste)
- 1926 : Horse Laugh (CM) (aussi scénariste)
- 1926 : Fresh Paint (CM) (aussi scénariste)
- 1926 : The Phoney Express (CM) (aussi scénariste)
- 1926 : The College Yell (CM) (aussi scénariste)
- 1926 : Help Wanted (CM) (aussi scénariste)
- 1926 : Where's My Baby? (CM) (aussi scénariste)
- 1926 : The Optimist (CM) (aussi scénariste)
- 1926 : The Crowned Prince (CM) (comme Dick Smith aussi scénariste)
- 1926 : Wise or Otherwise (CM)
- 1926 : Love's Labor Lost (CM) (aussi scénariste)
- 1926 : Mixed Doubles (CM) (aussi scénariste)
- 1926 : Do or Bust (CM) (aussi scénariste)
- 1926 : The Thirteenth Man (CM) (aussi scénariste)
- 1926 : Who's Next? (CM) (aussi scénariste)
- 1926 : Wide Open Faces (CM) (aussi scénariste)
- 1926 : It's All Over Now (CM) (aussi scénariste)
- 1926 : Wives and Women (CM)
- 1926 : Nobody Loves Me (CM) (aussi scénariste)
- 1926 : Babes in the Sawdust (CM) (aussi scénariste)
- 1926 : Wild Bill (CM) (aussi scénariste)
- 1926 : What Price Pleasure? (CM) (aussi scénariste)
- 1926 : Hook or Crook (CM) (aussi scénariste)
- 1927 : Oh! What a Kick! (CM)
- 1927 : High and Dizzy (CM) (aussi scénariste)
- 1927 : Why Mules Leave Home (CM)
- 1927 : Ali Gazam (CM) (aussi scénariste)
- 1927 : A One Man Show (CM)
- 1927 : Red Suspenders (CM)
- 1927 : A Sleepy Time Pal (CM) (aussi scénariste)
- 1929 : Watch Your Friends (CM) (comme Dick Smith)

### En tant que scénariste
Autres films que ceux qu'il réalise.
Crédité comme Dick Smith
- 1923 : Chasing Wealth de William Watson (CM) (story)
- 1924 : The Mandarin de William Watson (CM) (story)
- 1924 : The Jail Bird de William Watson (CM) (story)
- 1924 : Feather Pushers de William Watson (CM) (story)
- 1924 : Ship Ahoy! de Slim Summerville (CM)
- 1924 : Marry When Young de William Watson (CM) (story)
- 1925 : Locked Out de ? (CM) (story)
- 1925 : Nearly Rich de ? (CM) (story)
- 1925 : Rolling Stones de ? (CM) (story)
- 1925 : Nicely Rewarded de ? (CM) (story)
- 1925 : The Lucky Accident de ? (CM) (story)
- 1925 : The Greenhorn de ? (CM) (story)
- 1925 : Pleasure Bent de ? (CM) (story)
- 1927 : Surprised Honey de ? (CM) (story)
- 1936 : Fibbing Fibbers de Jack White (CM) (screenplay)